# Laalaa
Das Léhar  oder Laalaa, als Eigenbezeichnung, ist eine Sprache des Senegal, die in Laa (Léhar) gesprochen wird, einer Region, die 18 Orte im Norden des Thiès umfasst und deren Einwohner die Laalaa sind.
Wie die Sprache Saafi, das Noon, das Ndut und das Palor ist es eine der Cangin-Sprachen, die zum nördlichen Zweig der westatlantischen Sprachen gerechnet werden, die zur Sprachfamilie der Niger-Kongo-Sprachen gehören. Unter den Cangin-Sprachen ist das Laalaa linguistisch am wenigsten erforscht. Der Wortschatz von Laalaa und Noon stimmt zu 86 % überein, sodass die Interkomprehension recht weit reicht.
Andere Bezeichnungen sind Lehar, Lehaar, Laalaa, Laala, Lala, (das Léhar nennt sich laa in der Sprache laalaa). 

## Verbreitung
Die Zahl der Sprecher betrug 10.925 im Jahre 2002.
Man trifft diese Sprache vor allem im Norden des Thiès, um die Orte Pambaal, Bargaro und Duuña. Die Leharis haben eine junge Generation von Intellektuellen und Beamten in größerer Zahl, die allerdings im Alltag die französische Sprache verwendet.